# Ótvar
Az ótvar (latinul impetigo) a bőr bakteriális fertőzése, amely leggyakrabban óvodáskorú gyermekeknél fordul elő. Egyes sportágak, mint például a birkózás, életkortól függetlenül szintén hajlamosítanak a betegségre. Gyógyítása jellemzően antibiotikum tartalmú krémek vagy tabletták segítségével lehetséges.
Világszerte az ótvar 2010-ben mintegy 140 millió főt érintett (az emberiség 2%-át). Felnőtteknél kevésbé gyakori.

## Okai
Leggyakrabban a Staphylococcus aureus, ritkábban a Streptococcus pyogenes okozza.

### Hajlamosító tényezők
Hajlamosító tényező többek között a rossz higiénia, az alultápláltság, illetve a vérszegénység. Nagyobb gyakorisággal fordul elő a megbetegedés meleg éghajlaton élők között.

### Terjedés
A fertőzés a fekéllyel vagy az orrban jelenlévő kórokozóval való közvetlen érintkezés útján terjed. Lappangási ideje Streptococcus esetén 1–3, Staphylococcus esetén 4–10 nap. A levegőben jelenlevő kiszáradt streptococcusok egészséges bőrfelületen nem okoznak fertőzést. A fekélyek megvakarása további terjedéshez vezethet.

## Diagnózis
Az ótvar diagnózisát általában a megjelenése alapján állítják fel. Leggyakrabban a karokon, lábakon, és az arcon fordul elő, jellegzetes, a megszáradt váladékból kialakult mézszerű pörkkel borított fekélyeket okozva.

## Kezelés
Korábban fertőtlenítőszerrel igyekeztek kezelni a betegséget. Manapság általában külsőleg alkalmazható vagy szájon át beszedhető antibiotikumot írnak fel. Enyhe esetben baktericid készítmény, például muciprocin is elegendő lehet. Súlyosabb esetekben mindenképp szájon át szedett antibiotikum szükséges.

## Fordítás
Ez a szócikk részben vagy egészben  az   Impetigo című angol Wikipédia-szócikk ezen változatának fordításán alapul.  Az eredeti cikk szerkesztőit annak laptörténete sorolja fel. Ez a jelzés csupán a megfogalmazás eredetét és a szerzői jogokat jelzi, nem szolgál a cikkben szereplő információk forrásmegjelöléseként.